# 明治神宮野球大会 高校の部 (長崎県勢)
明治神宮野球大会高校の部における長崎県勢の成績について記す。

## 大会結果
| 大会                 | 代表校               | 試合結果 | 試合結果             | 備考        |
| -------------------- | -------------------- | -------- | -------------------- | ----------- |
| 第8回大会（1977年）  | 佐世保工（初出場）   | 1回戦    | ● 0 - 5 東北         |             |
| 第13回大会（1982年） | 諫早（初出場）       | 1回戦    | ● 2 - 9 尽誠学園     | 7回コールド |
| 第22回大会（1991年） | 海星（初出場）       | 1回戦    | ● 0 - 7 帝京         | 7回コールド |
| 第36回大会（2005年） | 清峰（初出場）       | 1回戦    | ● 2 - 6 駒大苫小牧   |             |
| 第39回大会（2008年） | 清峰（3年ぶり2回目） | 2回戦    | ● 8 - 12 西条        |             |
| 第48回大会（2017年） | 創成館（初出場）     | 1回戦    | ○ 5 - 1 おかやま山陽 |             |
| 第48回大会（2017年） | 創成館（初出場）     | 2回戦    | ○ 6 - 4 聖光学院     |             |
| 第48回大会（2017年） | 創成館（初出場）     | 準決勝   | ○ 7 - 4 大阪桐蔭     |             |
| 第48回大会（2017年） | 創成館（初出場）     | 決勝     | ● 0 - 4 明徳義塾     |             |